# Бора Костић (фудбалер)
Боривоје Бора Костић (Обреновац, 14. јун 1930 — Београд, 10. јануар 2011) био је југословенски фудбалер и један од најбољих стрелаца у југословенском фудбалу свих времена.

## Каријера
Изразити левоног, имао је веома снажан ударац и давао је голове из даљине и многим познатим голманима света. Налази се на листи најбољих стрелаца свих првенстава Југославије. У две сезоне је био најбољи стрелац лиге: 1958/59, са 25 и 1959/60, са 19 погодака. Каријеру је почео у обреновачком Радничком, који се такмичио у Српској лиги. Био је 17-о годишњак, а играо је центарфора и леву полутку.
У београдску Црвену звезду, у којој се прославио, дошао је са 20 година и пуне три године чекао да постане стандардни првотимац. А кад је то успео, за 14 година играња у „црвено белом“ дресу остварио је највеће домете: одиграо је укупно 580 утакмица и постигао 539 голова. Бора Костић је држао један рекорд у Звезди пуну 61 годину. Он је постигао најбржи гол на првој утакмици за црвено-беле после три минута и четрдесет две секунде. Овај рекорд је оборио Филип Касалица на мечу са Смедеревом 2012. године.
За репрезентацију Југославије дебитовао је 9. септембра 1956. на пријатељској утакмици против репрезентације Индонезије коју је Југославија добила са 4:2, а Костић је постигао први гол. Опроштајну утакмицу је одиграо 23. септембра 1964. против селекције УЕФА (2:7). То је била хуманитарна утакмица за пострадале од земљотреса у Скопљу. У каријери је играо једни утакмицу за Б селекцију и постигао 2 гола и 33 утакмице за А селекцију и постигао 26 голова.
Као капитен репрезентације Југославије учествовао је на финалном турниру првог Купа нација Европе 1960. у Паризу на којем је Југословенска репрезентација заузела друго место {у финалу против СССР-а 1:2}, а такође и на олимпијском турниру исте године у Риму на коме је Југословенска репрезентација освојила прву и досад једину златну медаљу.

## Учинак у клубовима
Првенствене утакмице Боре Костића у клубовима у којима је играо:
| Сезона   | Клуб            | Држава                                           | Наступа | Голова |
| -------- | --------------- | ------------------------------------------------ | ------- | ------ |
| 1951.    | Црвена звезда   | Социјалистичка Федеративна Република Југославија | 3       | 1      |
| 1952.    | Црвена звезда   | Социјалистичка Федеративна Република Југославија | 3       | 0      |
| 1952/53. | Црвена звезда   | Социјалистичка Федеративна Република Југославија | 0       | 0      |
| 1953/54. | Црвена звезда   | Социјалистичка Федеративна Република Југославија | 13      | 5      |
| 1954/55. | Црвена звезда   | Социјалистичка Федеративна Република Југославија | 15      | 6      |
| 1955/56. | Црвена звезда   | Социјалистичка Федеративна Република Југославија | 17      | 14     |
| 1956/57. | Црвена звезда   | Социјалистичка Федеративна Република Југославија | 24      | 27     |
| 1957/58. | Црвена звезда   | Социјалистичка Федеративна Република Југославија | 24      | 11     |
| 1958/59. | Црвена звезда   | Социјалистичка Федеративна Република Југославија | 22      | 25     |
| 1959/60. | Црвена звезда   | Социјалистичка Федеративна Република Југославија | 21      | 19     |
| 1960/61. | Црвена звезда   | Социјалистичка Федеративна Република Југославија | 18      | 9      |
| 1961/62. | Виченца         | Италија                                          | 7       | 2      |
| 1962/63. | Црвена звезда   | Социјалистичка Федеративна Република Југославија | 21      | 3      |
| 1963/64. | Црвена звезда   | Социјалистичка Федеративна Република Југославија | 25      | 14     |
| 1964/65. | Црвена звезда   | Социјалистичка Федеративна Република Југославија | 26      | 10     |
| 1965/66. | Црвена звезда   | Социјалистичка Федеративна Република Југославија | 25      | 14     |
| 1967.    | Сент Луис Старс | Сједињене Америчке Државе                        | 28      | 12     |
| Укупно   | Укупно          | Укупно                                           | 292     | 172    |